# 夏日旋律
《夏日旋律》是日本AcaciaSoft於2007年1月26日發售的第二款戀愛冒險類型成人遊戲。2010年6月18日發售廉價版《Acacia3800系列 夏日旋律》。

## 系統
《夏日旋律》作為一款戀愛冒險游戏，在遊玩時會花費時間觀看出現在螢幕上的文字敘述、人物對話以及角色心理等，藉由這樣的方式除了讓故事獲得進展外，也可以與遊戲角色對話進行交流。玩家可以選擇不同選項，並隨著遊戲的進行而與女主角關係漸趨親密，甚至最後還有可能發生更加親密的關係。

## 故事簡介
主角深町徹生是翔鶴館學園三年級生，因為父母工作的關係，而寄住在母親的親戚家。寄住在高村家的徹生與從小關係良好卻不知道甚麼時候開始變得疏遠的主角的表妹高村橘花，以及她的母親佐和子三個人一起生活。

## 登場人物

### 主要角色
深町徹生（Fukamachi Tetsuo）　聲優：無
本作品的主角，就讀翔鶴館學園三年級生。由於雙親工作的關係而寄住在高村家。
高村橘花（Takamura Kikka）　聲優：青山由香里
翔鶴館學園三年級生。深町徹生的表妹，留著一對雙馬尾。個性上有點傲嬌，常常對徹生起口角衝突，又對徹生有好感。每次想要用姐姐的身分討好鶇，但總是以失敗收場。未來希望從事服裝設計的工作。
深町鶇（Fukamachi Tsugumi）　聲優：安玖深音
深町徹生的妹妹，個性上有點在家稱雄、在外懦弱，經常在徹生面前開玩笑，在陌生人前則顯得畏縮。跟雙親一起去國外之後，不到一個禮拜就獨自回國。
中里美夏（Nakazato Mika）　聲優：成瀨未亞
翔鶴館學園三年級生。跟徹生是同班同學兼損友，跟橘花是好朋友，個性經常輕舉妄動。
兵藤蘭（Hyōdō Ran）　聲優：神崎千尋
翔鶴館學園三年級生。跟徹生是同班同學，在班上擔任班長職務。是一個有錢人家的大小姐，對人非常體面。
水上秋（Minakami Aki）　聲優：木村綾香
翔鶴館學園一年級生。有一天徹生在公車上相遇的少女。由於她腳步很快的關係，而參加了田徑社。在外表看起來像男孩子，其實是個喜歡小說的女孩子。

### 次要角色
高村佐和子（Takamura Sawako）　聲優：山本百合
高村橘花的母親，是一名職業婦女。
長曾我部嚴（Chōsokabe Iwao）　聲優：原田友貴
翔鶴館學園應援團團長。
宮石沖次（Miyaishi Okitsugu）　聲優：畠山亮二
翔鶴館學園應援團團員。
坂本浩太（Sakamoto Kōta）　聲優：渋谷姬
翔鶴館學園應援團團員。

## 製作人員
- 劇本：（Kinomoto Mike）
- 人物設計、原畫：（Shiro）
- 音樂：細江慎治

## CD
原聲帶《夏日旋律 Original Sound Track SUMMER MELODIES》（夏めろ オリジナルサウンドトラック SUMMER MELODIES）於2007年6月29日發售。

## 評價
《夏日旋律》在日本美少女游戏与动画相关商品销售网站Getchu.com的2007年1月销量榜上排名第8名，2007年上半年排名第45名。

## 外部連結
- AcaciaSoft （页面存档备份，存于）（日語）
- 夏日旋律 （页面存档备份，存于）（日語）
- 夏日旋律OST （页面存档备份，存于）（日語）